# Clinton N'Jie
Clinton Mua N'Jie (Buéa, 15 agosto 1993) è un calciatore camerunese, attaccante del Rapid Bucarest.

## Caratteristiche tecniche
N'Jie è un attaccante veloce che ama giocare sul limite dell'ultimo difensore, appena dietro l'uomo più avanzato. Può anche giocare a partire dalla fascia, e dato che il dribbling è una caratteristica chiave del suo gioco, gli piace sfidare i giocatori quando ne ha l'occasione. Viene spesso paragonato al connazionale Samuel Eto'o, il Top international association football goal scorers by country del Camerun, con questa comparazione affermata dal presidente del Lione Jean-Michel Aulas.

## Carriera

### Club

#### Lione
Nella stagione 2012-2013 ha esordito in Ligue 1 con la maglia del Lione, giocando quattro partite. Nella stagione successiva ha debuttato nelle coppe europee, giocando tre partite in Europa League. Nella stagione 2014-2015, con l'arrivo di Hubert Fournier in panchina, trova maggiore spazio.

#### Tottenham
Il 15 agosto 2015 viene acquistato dagli inglesi del Tottenham, con cui firma un contratto quinquennale.

#### Marsiglia
Il 31 agosto 2016 passa in prestito all'Olympique Marsiglia, che lo acquista a titolo definitivo per 7 milioni di euro il 1º luglio 2017.

#### Dinamo Mosca
Il 25 luglio 2019 passa a titolo definitivo alla Dinamo Mosca per 5,5 milioni di euro. Il giocatore firma un contratto quadriennale, valido fino al 30 giugno 2023.

### Nazionale
Debutta con il Camerun il 6 settembre 2014 in un match di qualificazione alla Coppa d'Africa 2015 contro il Congo andando a segno e giocando tutti e 90 minuti, il 10 settembre rifila una doppietta alla Nazionale ivoriana, successivamente viene convocato per la Coppa d'Africa 2015.

## Statistiche

### Presenze e reti nei club
Statistiche aggiornate al 4 febbraio 2025.
| Stagione            | Squadra             | Campionato          | Campionato | Campionato | Coppe nazionali | Coppe nazionali | Coppe nazionali | Coppe continentali | Coppe continentali | Coppe continentali | Altre coppe | Altre coppe | Altre coppe | Totale | Totale |
| Stagione            | Squadra             | Comp                | Pres       | Reti       | Comp            | Pres            | Reti            | Comp               | Pres               | Reti               | Comp        | Pres        | Reti        | Pres   | Reti   |
| ------------------- | ------------------- | ------------------- | ---------- | ---------- | --------------- | --------------- | --------------- | ------------------ | ------------------ | ------------------ | ----------- | ----------- | ----------- | ------ | ------ |
| 2012-2013           | O. Lione            | L1                  | 4          | 0          | CF+CdL          | 0               | 0               | UEL                | 0                  | 0                  | SF          | 0           | 0           | 4      | 0      |
| 2013-2014           | O. Lione            | L1                  | 3          | 0          | CF+CdL          | 0               | 0               | UCL+UEL            | 0+3                | 0+0                | -           | -           | -           | 6      | 0      |
| 2014-2015           | O. Lione            | L1                  | 30         | 7          | CF+CdL          | 1+0             | 0+0             | UEL                | 2                  | 1                  | -           | -           | -           | 33     | 8      |
| Totale O. Lione     | Totale O. Lione     | Totale O. Lione     | 37         | 7          |                 | 1               | 0               |                    | 5                  | 1                  |             | -           | -           | 43     | 8      |
| 2015-2016           | Tottenham           | PL                  | 8          | 0          | CI+CL           | 0+1             | 0+0             | UEL                | 5                  | 0                  |             | -           | -           | 14     | 0      |
| 2016-2017           | O. Marsiglia        | L1                  | 22         | 4          | CF+CdL          | 1+0             | 0               | -                  | -                  | -                  | -           | -           | -           | 23     | 4      |
| 2017-2018           | O. Marsiglia        | L1                  | 22         | 7          | CF+CdL          | 3+1             | 1+0             | UEL                | 13                 | 1                  | -           | -           | -           | 39     | 9      |
| 2018-2019           | O. Marsiglia        | L1                  | 17         | 3          | CF+CdL          | 1+0             | 0+0             | UEL                | 3                  | 0                  | -           | -           | -           | 21     | 3      |
| Totale O. Marsiglia | Totale O. Marsiglia | Totale O. Marsiglia | 61         | 14         |                 | 6               | 1               |                    | 16                 | 1                  |             | -           | -           | 83     | 16     |
| 2019-2020           | Dinamo Mosca        | PL                  | 19         | 1          | KR              | 0               | 0               | -                  | -                  | -                  | -           | -           | -           | 19     | 1      |
| 2020-2021           | Dinamo Mosca        | PL                  | 23         | 4          | KR              | 1               | 0               | UEL                | 1                  | 0                  | -           | -           | -           | 25     | 4      |
| 2021-2022           | Dinamo Mosca        | PL                  | 19         | 1          | KR              | 3               | 0               | -                  | -                  | -                  | -           | -           | -           | 22     | 1      |
| Totale Dinamo Mosca | Totale Dinamo Mosca | Totale Dinamo Mosca | 61         | 6          |                 | 4               | 0               |                    | 1                  | 0                  |             | -           | -           | 66     | 6      |
| 2022-2023           | Sivasspor           | SL                  | 29         | 2          | TK              | 3               | 1               | UEL+UECL           | 2+7                | 0+0                | -           | -           | -           | 41     | 3      |
| 2023-2024           | Sivasspor           | SL                  | 28         | 2          | TK              | 3               | 0               | -                  | -                  | -                  | -           | -           | -           | 31     | 2      |
| Totale Sivasspor    | Totale Sivasspor    | Totale Sivasspor    | 57         | 4          |                 | 6               | 1               |                    | 9                  | 0                  |             | -           | -           | 72     | 5      |
| 2024-2025           | Rapid Bucarest      | L1                  | 9          | 1          | CR              | 1               | 0               | -                  | -                  | -                  | -           | -           | -           | 10     | 1      |
| Totale carriera     | Totale carriera     | Totale carriera     | 233        | 32         |                 | 19              | 2               |                    | 36                 | 2                  |             | -           | -           | 288    | 36     |

### Cronologia presenze e reti in nazionale
| Cronologia completa delle presenze e delle reti in nazionale ― Camerun | Cronologia completa delle presenze e delle reti in nazionale ― Camerun | Cronologia completa delle presenze e delle reti in nazionale ― Camerun | Cronologia completa delle presenze e delle reti in nazionale ― Camerun | Cronologia completa delle presenze e delle reti in nazionale ― Camerun | Cronologia completa delle presenze e delle reti in nazionale ― Camerun | Cronologia completa delle presenze e delle reti in nazionale ― Camerun | Cronologia completa delle presenze e delle reti in nazionale ― Camerun |
| Data                                                                   | Città                                                                  | In casa                                                                | Risultato                                                              | Ospiti                                                                 | Competizione                                                           | Reti                                                                   | Note                                                                   |
| ---------------------------------------------------------------------- | ---------------------------------------------------------------------- | ---------------------------------------------------------------------- | ---------------------------------------------------------------------- | ---------------------------------------------------------------------- | ---------------------------------------------------------------------- | ---------------------------------------------------------------------- | ---------------------------------------------------------------------- |
| 6-9-2014                                                               | Kinshasa                                                               | RD del Congo                                                           | 0 – 2                                                                  | Camerun                                                                | Qual. Coppa d'Africa 2015                                              | 1                                                                      |                                                                        |
| 10-9-2014                                                              | Yaoundé                                                                | Camerun                                                                | 4 – 1                                                                  | Costa d'Avorio                                                         | Qual. Coppa d'Africa 2015                                              | 2                                                                      | 83’                                                                    |
| 11-10-2014                                                             | Yaoundé                                                                | Sierra Leone                                                           | 0 – 0                                                                  | Camerun                                                                | Qual. Coppa d'Africa 2015                                              | -                                                                      |                                                                        |
| 15-10-2014                                                             | Yaoundé                                                                | Camerun                                                                | 2 – 0                                                                  | Sierra Leone                                                           | Qual. Coppa d'Africa 2015                                              | -                                                                      | 67’                                                                    |
| 15-11-2014                                                             | Yaoundé                                                                | Camerun                                                                | 1 – 0                                                                  | RD del Congo                                                           | Qual. Coppa d'Africa 2015                                              | -                                                                      | 80’                                                                    |
| 19-11-2014                                                             | Abidjan                                                                | Costa d'Avorio                                                         | 0 – 0                                                                  | Camerun                                                                | Qual. Coppa d'Africa 2015                                              | -                                                                      | 66’                                                                    |
| 10-1-2015                                                              | Libreville                                                             | Camerun                                                                | 1 – 1                                                                  | Sudafrica                                                              | Amichevole                                                             | -                                                                      |                                                                        |
| 28-1-2015                                                              | Malabo                                                                 | Costa d'Avorio                                                         | 1 – 0                                                                  | Camerun                                                                | Coppa d'Africa 2015 - 1º turno                                         | -                                                                      | 67’                                                                    |
| 30-3-2015                                                              | Nonthaburi                                                             | Thailandia                                                             | 2 – 3                                                                  | Camerun                                                                | Amichevole                                                             | 1                                                                      | 90+1’                                                                  |
| 6-6-2015                                                               | Colombes                                                               | Burkina Faso                                                           | 2 – 3                                                                  | Camerun                                                                | Amichevole                                                             | 2                                                                      |                                                                        |
| 14-6-2015                                                              | Yaoundé                                                                | Camerun                                                                | 1 – 0                                                                  | Mauritania                                                             | Qual. Coppa d'Africa 2017                                              | -                                                                      | 78’                                                                    |
| 11-10-2015                                                             | Bruxelles                                                              | Nigeria                                                                | 3 – 0                                                                  | Camerun                                                                | Amichevole                                                             | -                                                                      |                                                                        |
| 13-11-2015                                                             | Niamey                                                                 | Niger                                                                  | 0 – 3                                                                  | Camerun                                                                | Qual. Mondiali 2018                                                    | -                                                                      | 64’                                                                    |
| 17-11-2015                                                             | Yaoundè                                                                | Camerun                                                                | 0 – 0                                                                  | Niger                                                                  | Qual. Mondiali 2018                                                    | -                                                                      | 69’                                                                    |
| 30-5-2016                                                              | Nantes                                                                 | Francia                                                                | 3 – 2                                                                  | Camerun                                                                | Amichevole                                                             | -                                                                      | 70’                                                                    |
| 12-11-2016                                                             | Yaoundé                                                                | Camerun                                                                | 1 – 1                                                                  | Zambia                                                                 | Qual. Mondiali 2018                                                    | -                                                                      |                                                                        |
| 5-1-2017                                                               | Yaoundé                                                                | Camerun                                                                | 2 – 0                                                                  | RD del Congo                                                           | Amichevole                                                             | -                                                                      |                                                                        |
| 10-1-2017                                                              | Yaoundé                                                                | Camerun                                                                | 1 – 1                                                                  | Zimbabwe                                                               | Amichevole                                                             | -                                                                      | 63’                                                                    |
| 14-1-2017                                                              | Libreville                                                             | Burkina Faso                                                           | 1 – 1                                                                  | Camerun                                                                | Coppa d'Africa 2017 - 1º turno                                         | -                                                                      | 77’                                                                    |
| 18-1-2017                                                              | Libreville                                                             | Camerun                                                                | 2 – 1                                                                  | Guinea-Bissau                                                          | Coppa d'Africa 2017 - 1º turno                                         | -                                                                      | 46’                                                                    |
| 7-10-2017                                                              | Yaoundé                                                                | Camerun                                                                | 2 – 0                                                                  | Algeria                                                                | Qual. Mondiali 2018                                                    | 1                                                                      | 87’                                                                    |
| 11-11-2017                                                             | Ndola                                                                  | Zambia                                                                 | 2 – 2                                                                  | Camerun                                                                | Qual. Mondiali 2018                                                    | -                                                                      | 67’                                                                    |
| 25-3-2018                                                              | Madinat al-Kuwait                                                      | Kuwait                                                                 | 1 – 3                                                                  | Camerun                                                                | Amichevole                                                             | -                                                                      | 73’                                                                    |
| 27-5-2018                                                              | Yaoundé                                                                | Camerun                                                                | 0 – 1                                                                  | Burkina Faso                                                           | Amichevole                                                             | -                                                                      | 78’                                                                    |
| 16-11-2018                                                             | Casablanca                                                             | Marocco                                                                | 2 – 0                                                                  | Camerun                                                                | Qual. Coppa d'Africa 2019                                              | -                                                                      | 67’                                                                    |
| 20-11-2018                                                             | Milton Keynes                                                          | Brasile                                                                | 1 – 0                                                                  | Camerun                                                                | Amichevole                                                             | -                                                                      | 65’                                                                    |
| 23-3-2019                                                              | Yaoundé                                                                | Camerun                                                                | 3 – 0                                                                  | Comore                                                                 | Qual. Coppa d'Africa 2019                                              | 1                                                                      | 75’                                                                    |
| 14-6-2019                                                              | Al Wakrah                                                              | Camerun                                                                | 1 – 1                                                                  | Mali                                                                   | Amichevole                                                             | -                                                                      |                                                                        |
| 25-6-2019                                                              | Ismailia                                                               | Camerun                                                                | 2 – 0                                                                  | Guinea-Bissau                                                          | Coppa d'Africa 2019 - 1º turno                                         | -                                                                      | 68’                                                                    |
| 29-6-2019                                                              | Ismailia                                                               | Camerun                                                                | 0 – 0                                                                  | Ghana                                                                  | Coppa d'Africa 2019 - 1º turno                                         | -                                                                      |                                                                        |
| 2-7-2019                                                               | Ismailia                                                               | Benin                                                                  | 0 – 0                                                                  | Camerun                                                                | Coppa d'Africa 2019 - 1º turno                                         | -                                                                      | 46’                                                                    |
| 6-7-2019                                                               | Alessandria d'Egitto                                                   | Nigeria                                                                | 3 – 2                                                                  | Camerun                                                                | Coppa d'Africa 2019 - Ottavi di finale                                 | 1                                                                      | 70’                                                                    |
| 12-11-2020                                                             | Douala                                                                 | Camerun                                                                | 4 – 1                                                                  | Mozambico                                                              | Qual. Coppa d'Africa 2021                                              | 1                                                                      | 64’                                                                    |
| 16-11-2020                                                             | Maputo                                                                 | Mozambico                                                              | 0 – 2                                                                  | Camerun                                                                | Qual. Coppa d'Africa 2021                                              | -                                                                      | 61’                                                                    |
| 26-3-2021                                                              | Praia                                                                  | Capo Verde                                                             | 3 – 1                                                                  | Camerun                                                                | Qual. Coppa d'Africa 2021                                              | -                                                                      | 64’                                                                    |
| 30-3-2021                                                              | Yaoundé                                                                | Camerun                                                                | 0 – 0                                                                  | Ruanda                                                                 | Qual. Coppa d'Africa 2021                                              | -                                                                      |                                                                        |
| 9-1-2022                                                               | Yaoundé                                                                | Camerun                                                                | 2 – 1                                                                  | Burkina Faso                                                           | Coppa d'Africa 2021 - 1º turno                                         | -                                                                      | 69’                                                                    |
| 13-1-2022                                                              | Yaoundé                                                                | Camerun                                                                | 4 – 1                                                                  | Etiopia                                                                | Coppa d'Africa 2021 - 1º turno                                         | -                                                                      | 69’                                                                    |
| 17-1-2022                                                              | Yaoundé                                                                | Capo Verde                                                             | 1 – 1                                                                  | Camerun                                                                | Coppa d'Africa 2021 - 1º turno                                         | -                                                                      | 70’                                                                    |
| 24-1-2022                                                              | Yaoundé                                                                | Camerun                                                                | 2 – 1                                                                  | Comore                                                                 | Coppa d'Africa 2021 - Ottavi di finale                                 | -                                                                      | 63’                                                                    |
| 29-1-2022                                                              | Douala                                                                 | Gambia                                                                 | 0 – 2                                                                  | Camerun                                                                | Coppa d'Africa 2021 - Quarti di finale                                 | -                                                                      | 81’                                                                    |
| 3-2-2022                                                               | Yaoundé                                                                | Camerun                                                                | 0 – 0 dts (1 – 3 dtr)                                                  | Egitto                                                                 | Coppa d'Africa 2021 - Semifinale                                       | -                                                                      | 86’                                                                    |
| 12-9-2023                                                              | Garoua                                                                 | Camerun                                                                | 3 – 0                                                                  | Burundi                                                                | Qual. Coppa d'Africa 2023                                              | -                                                                      | 90’                                                                    |
| 21-11-2023                                                             | Bengasi                                                                | Libia                                                                  | 1 – 1                                                                  | Camerun                                                                | Qual. Mondiali 2026                                                    | -                                                                      | 65’ 70’                                                                |
| Totale                                                                 |                                                                        | Presenze                                                               | 44                                                                     |                                                                        | Reti                                                                   | 10                                                                     |                                                                        |

## Palmarès

### Nazionale
- Coppa d'Africa: 1

Gabon 2017